# クーリエ・ジャポン
クーリエ・ジャポン (COURRiER Japon) は、講談社が発行するオンライン雑誌である。かつては紙面での発行も行っていたが、2016年に電子版に移行した。

## 概要
2005年（平成17年）11月15日に創刊され、隔週刊一般雑誌として毎月第1・第3木曜日に発行されていたが、2007年3月15日号（3月1日発売）でいったん休刊、2007年（平成19年）5月発売の6月号より月刊誌として新装刊された。発売日は毎月25日。2016年4月号（2月25日発売）で雑誌としては休刊となり、電子版に移行した。
「世界は日本をどう見ているのか」「日々起こる世界中のニュースを、海外の現地メディアはどう報じているのか」。外国人を読者に想定して書かれた外国メディアのニュースを日本人に紹介するという手法をとる。フランスで1990年より発行されている週刊新聞『クーリエ・アンテルナショナル』(Courrier International)にヒントを得た古賀義章が新雑誌企画の社内公募制度に応募したことにより、同誌との提携誌として創刊された。同誌の手法が、外国メディアの記事を厳選してフランス人向けに供給するものであった。古賀が初代編集長として創刊、その後の編集長は冨倉由樹央（2010年～）、井上威朗（2015年～）、神谷明子（2018年～）、南浩昭（2021年〜）となっている。
本誌は、全世界1000以上のメディアからの抜粋した記事を和訳して掲載する。手法はフランス誌からの借用だが、内容は講談社の独自の編集部によって編集されている。
時折、著名人を責任編集者に招聘する形で特集を組んでいる。これまでに中田英寿、坂本龍一、池上彰、伊藤詩織、山口周などが責任編集を組んでいる。

## 内容
2018年8月現在、以下のような記事構成になっている。毎日４〜7本ペースで配信。
- EDITOR'S PICK

編集者たちがおすすめの記事を日々更新。#MeToo問題から難民問題や著名人のインタビューまで
- FEATURES　月に２回ほど更新される。「幸せ」「天才」「言葉」「天才」「LGBT」などの強いテーマで記事が4〜5本ピックアップされる。
- LATEST　毎日更新される記事。話題の表紙、動画など。1〜2分など短時間で読める記事も。

- COLUMNS

スプツニ子！　佐藤優　宮沢和史　町山智浩　安田峰俊　スティーブ・モリヤマ　イシコ　REINA　岸見一郎　薬師寺克行　山口絵理子

## 主な掲載メディア

### アジア
- 中国
  - 『亜洲週刊』
  - 『サウスチャイナ・モーニング・ポスト (South China Morning Post)』
  - 『新華網 (Xinhua Net)』
  - 『中国新聞週刊』
  - 『チャイナ・デイリー (China Daily)』
  - 『重慶晩報 (Chogqing Evening News)』
  - 『南方週末 (Nanfang Zhoumo)』
  - 『ポスト・マガジン (Post Magazine)』
  - 『瞭望新聞週刊 (Outlook Weekly)』
- 台湾
  - 『商業週刊 (Business Weekly)』
  - 『今週刊 (Business Today)』
  - 『新新聞 (The Journalist)』
  - 『タイペイ・タイムズ (Taipei Times)』
- 韓国
  - 『時事ジャーナル (Sisa Journal)』
  - 『週刊朝鮮 (Chugan Chosun)』
  - 『新東亜 (Shintonga)』
  - 『朝鮮日報 (Chosun Ilbo)』
  - 『中央日報 (Joongsng Ilbo)』
  - 『東亜日報 (Dong-a Ilbo)』
  - 『ハンギョレ21 (Hankyoreh21)』
- 北朝鮮
  - 『労働新聞』
  - 『民主朝鮮 (Minju Chosun)』
- インドネシア
  - 『ガトラ (Gatra)』
  - 『タマシャ (Tamasya)』
  - 『テンポ (Tempo)』
- シンガポール
  - 『ザ・ストレーツ・タイムズ (The Straits Times)』
  - 『トゥデイ (Today)』
- フィリピン
  - 『フィリピン・デイリー・インクワイアラー (PHilippines Daily Inquirer)』
  - 『マニラ・タイムズ (Manila Times)』
- タイ
  - 『ネーション (Nation)』
- ベトナム
  - 『トゥオイ・チェー・チュー・ニャット (Thoi Tre Chu Nhat)』
- インド
  - 『アウトルック (Outlook)』
  - 『ウィーク (The Week)』
  - 『ザ・タイムズ・オブ・インディア (Times of India)』
  - 『テレグラフ (The Telegraph)』
  - 『ビジネス・スタンダード (Business Standard)』
  - 『ヒンドゥスタン・タイムズ (Hindustan Times)』
  - 『Redif.com』
- イラン
  - 『カンネ・ザナン (Kanoon Zanan)』
- サウジアラビア
  - 『アル・ハヤト (Al-Hayat)』
  - 『アル・マジャラ』
- イスラエル
  - 『エルサレム・ポスト (The Jerusalem Post)』
  - 『ハーレツ (Haaretz)』
- パレスチナ
  - 『アル・アイヤム (Al-Ayyam)』

### ヨーロッパ
- イギリス
  - 『BBCニュース (BBC News)』
  - 『アッシャルクル・アウサト (Asharq Al-Awsat)』
  - 『アル・ハヤト (Al-Hayat)』
  - 『インデペンデント (The Independent)』
  - 『エコノミスト (The Economist)』
  - 『オブザーバー (The Observer)』
  - 『ガーディアン (The Guardian)』
  - 『タイムズ (The Times)』
  - 『ニュー・サイエンティスト (New Scientist)』
  - 『フィナンシャル・タイムズ (Financial Times)』
- フランス
  - 『ヌーヴェル・オプセルヴァトゥール (Le Nouvel Observateur)』
  - 『パリ・マッチ (Paris Match)』
  - 『フィガロ (Le Figaro)』
  - 『フィガロ・マガジン (Le Figaro Magazine)』
  - 『リベラシオン (Liberation)』
  - 『ル・ポワン (Le Point)』
  - 『ル・モンド (Le Monde)』
  - 『ル・モンド2 (Le Monde 2)』
  - 『インターナショナル・ヘラルド・トリビューン (International Herald Tribune)』
- ドイツ
  - 『シュテルン (Stern)』
  - 『デア・シュピーゲル (Der Spigel)』
  - 『ターゲスツァイトゥング (Der Tageszeitung)』
  - 『ディー・ツァイト (Die Zeit)』
  - 『フォークス (Focus)』
  - 『フランクフルター・アルゲマイネ (Frankfurter Allgemeine Zeitung)』
  - 『南ドイツ新聞 (Süddeutsche Zeitung)』
- スウェーデン
  - 『ダーゲンス・ニュヘテル (Dagens Nyheter)』
- オーストリア
  - 『デア・スタンダード (Der Standard)』
  - 『ディー・プレッセ (Die Presse)』
- イタリア
  - 『D (ラ・レプッブリカ・デレ・ドンネ) (D La Repubblica Delle Donne)』
  - 『コリエレ・デラ・セラ (Corriere Della Sera)』
  - 『スタンパ (La Stampa)』
  - 『レスプレッソ (L'espresso)』
  - 『ラ・レプッブリカ (la Repubblica)』
- スペイン
  - 『エル・パイス (El País)』
  - 『エル・ムンド (El Mundo)』
  - 『ティエンポ (Tiempo)』
  - 『ラ・バングアルディア (La Vanguardia)』
- ポーランド
  - 『ガゼータ・ヴィボルチャ (Gazeta Wyborcza)』
  - 『プシェクロイ (Przekroj)』
- ロシア
  - 『イズベスチヤ (Известия)』
  - 『イトーギ (Itogi)』
  - 『ヴレーミヤ・ノボスチェイ (Vremya Novostei)』
  - 『コムソモリスカヤ・プラウダ』
  - 『コメルサント・ブラスチ (Kommersant Vlasti)』
  - 『証拠と真実 (Algoumentyifakty)』
  - 『独立新聞 (Nezavismaya Gazeta)』
  - 『ノーヴァヤ・ガゼータ (Novaya Gazeta)』
- ウクライナ
  - 『ヴィソーキー・ザモク (Vysokyj Zamok)』
  - 『ウクラインスカ・プラウダ (Ukrayinska Pravda)』

### 北アメリカ
- アメリカ
  - 『USニューズ&ワールド・レポート (U.S.News & World Report)』
  - 『アトランティック (Atlantic)』
  - 『ウォール・ストリート・ジャーナル (The Wall Street Journal)』
  - 『クリスチャン・サイエンス・モニター (Christian Science Monitor)』
  - 『グローバリスト (The Globalist)』
  - 『サンフランシスコ・クロニクル (San Francisco Chronicle)』
  - 『タイム (Time)』
  - 『ナショナル・インタレスト (The National Interest)』
  - 『ザ・ニューヨーカー (The New Yorker)』
  - 『ニューヨーク・タイムズ (The New York Times)』
  - 『ニューヨーク・タイムズ・マガジン (The New York Times Magazine)』
  - 『ハーパーズ・マガジン (Harper's Magazine)』
  - 『ビジネスウィーク (Business Week)』
  - 『フォーチュン (Fortune)』
  - 『ボストン・グローブ (The Boston Globe)』
  - 『ロサンゼルス・タイムズ (Los Angeles Times)』
  - 『ワシントン・ポスト (The Washington Post)』
- カナダ
  - 『グローブ・アンド・メール (The Globe and Mail)』
- メキシコ
  - 『テンタシオン (Tentacion)』
  - 『ホルナダ (La Jornada)』
  - 『レトラス・リブレス (Letras Libres)』

### 南アメリカ
- ブラジル
  - 『ヴェジャ (Veja)』
  - 『エスタド・デ・サンパウロ (O Estado De S.Paulo)』
  - 『フォーリャ・デ・サンパウロ (Folha De S.Paulo)』
  - 『ゼロ・オラ (Zero Hora)』
  - 『プリメイラ・レイトゥーラ (Primeira Leitura)』
- アルゼンチン
  - 『クラリン (Clarín)』
  - 『ノティシアス・デ・ラ・セマナ
  - 『ラソン (La Razón)』
- ペルー
  - 『カレタス (Caretas)』

### オセアニア
- オーストラリア
  - 『ジ・エイジ (The Age)』
  - 『オーストラリアン (The Australian)』
- ニュージーランド
  - 『ニュージーランド・ヘラルド (The New Zealand Herald)』

### アフリカ
- アルジェリア
  - 『エル・ワタン (El Watan)』
  - 『リベルテ (Liberte)』
- ケニア
  - 『イースト・アフリカン (East African)』
  - 『デイリー・ネーション (The Daily Nation)』
- ザンビア
  - 『ザ・ポスト（英語版） (The Post)』
- 南アフリカ
  - 『サンデー・タイムズ (Sunday Times)』
  - 『メール&ガーディアン (Mail & Guardian)』